# Лутрофор
Лутрофор (грец. λουτροφόρος) — давньогрецька посудина, яка відрізняється довгою шийкою та ручками особливої форми із перетинками.
Лутрофор використовувався для зберігання води у шлюбних і похоронних церемоніях, а отже за своїм культовим призначенням аналогічний лекіфу або лебес гамікос. Тому його часто виявляють у похованнях неодружених жінок. Лутрофор також зображувався на надгробках як скульптура або рельєф. Численні зображення лутрофорів можна зустріти на кладовищі Керамікос в Афінах.

## Галерея

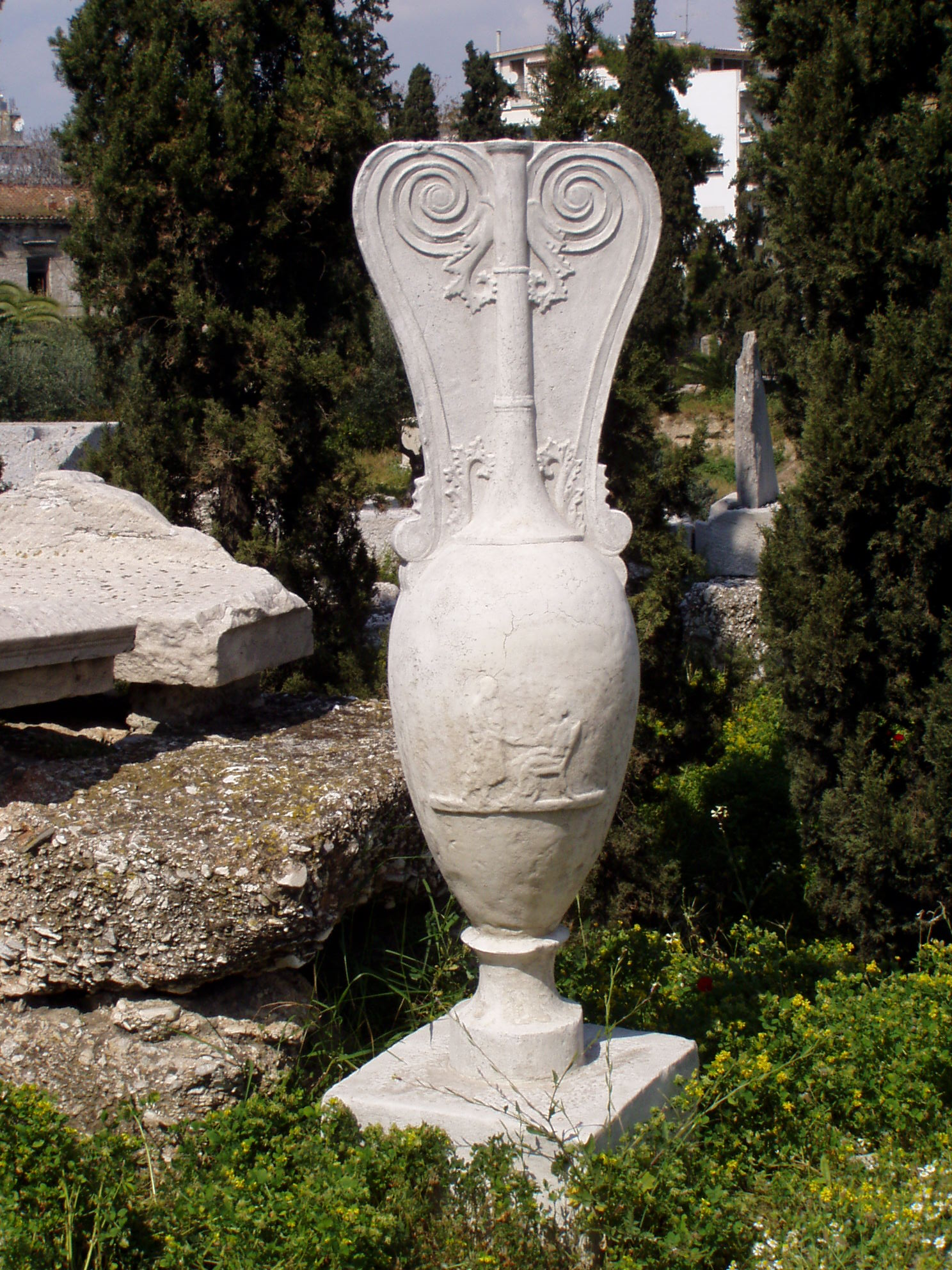
Надгробок-лутрофор, Керамікос
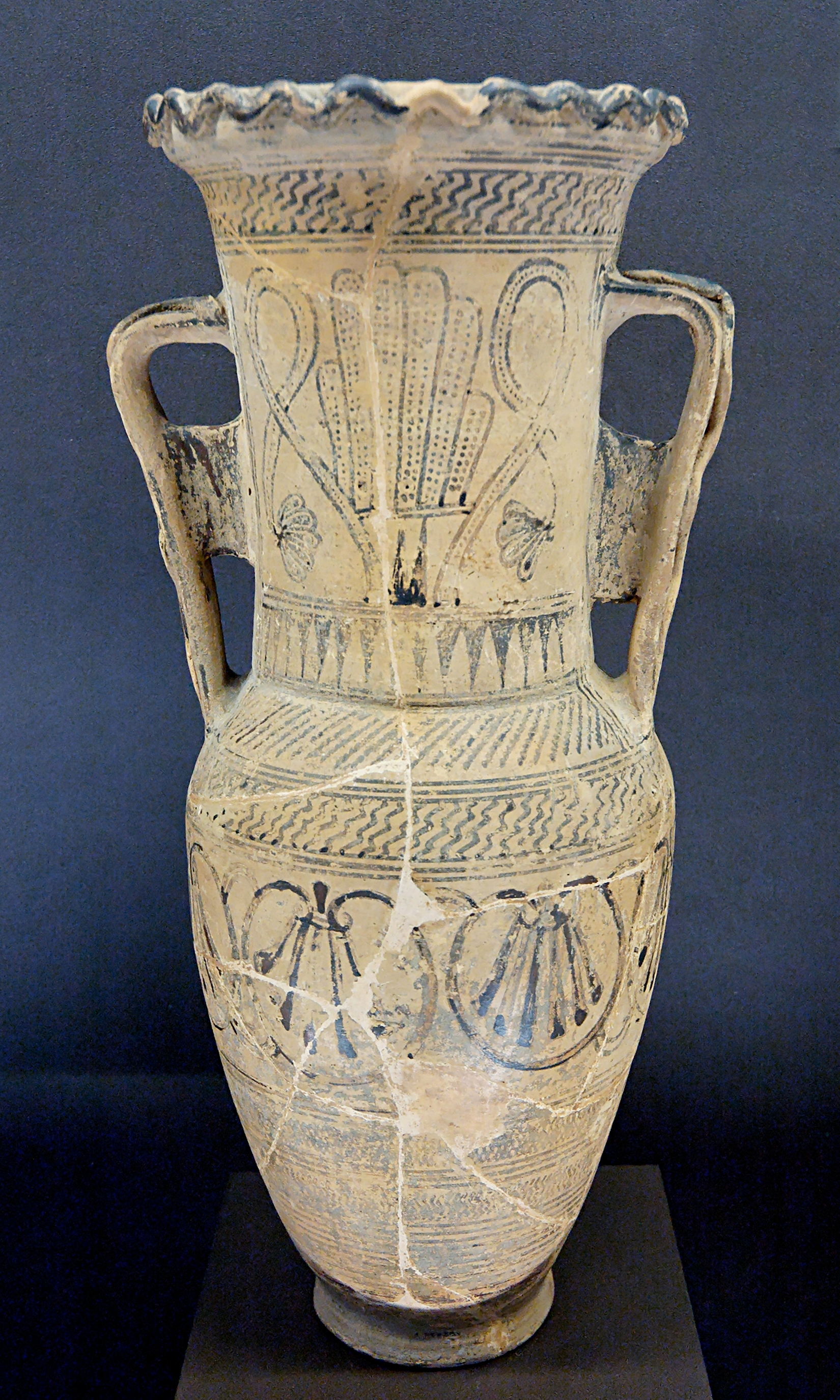
Протоаттичний лутрофор, 680 до н. е.
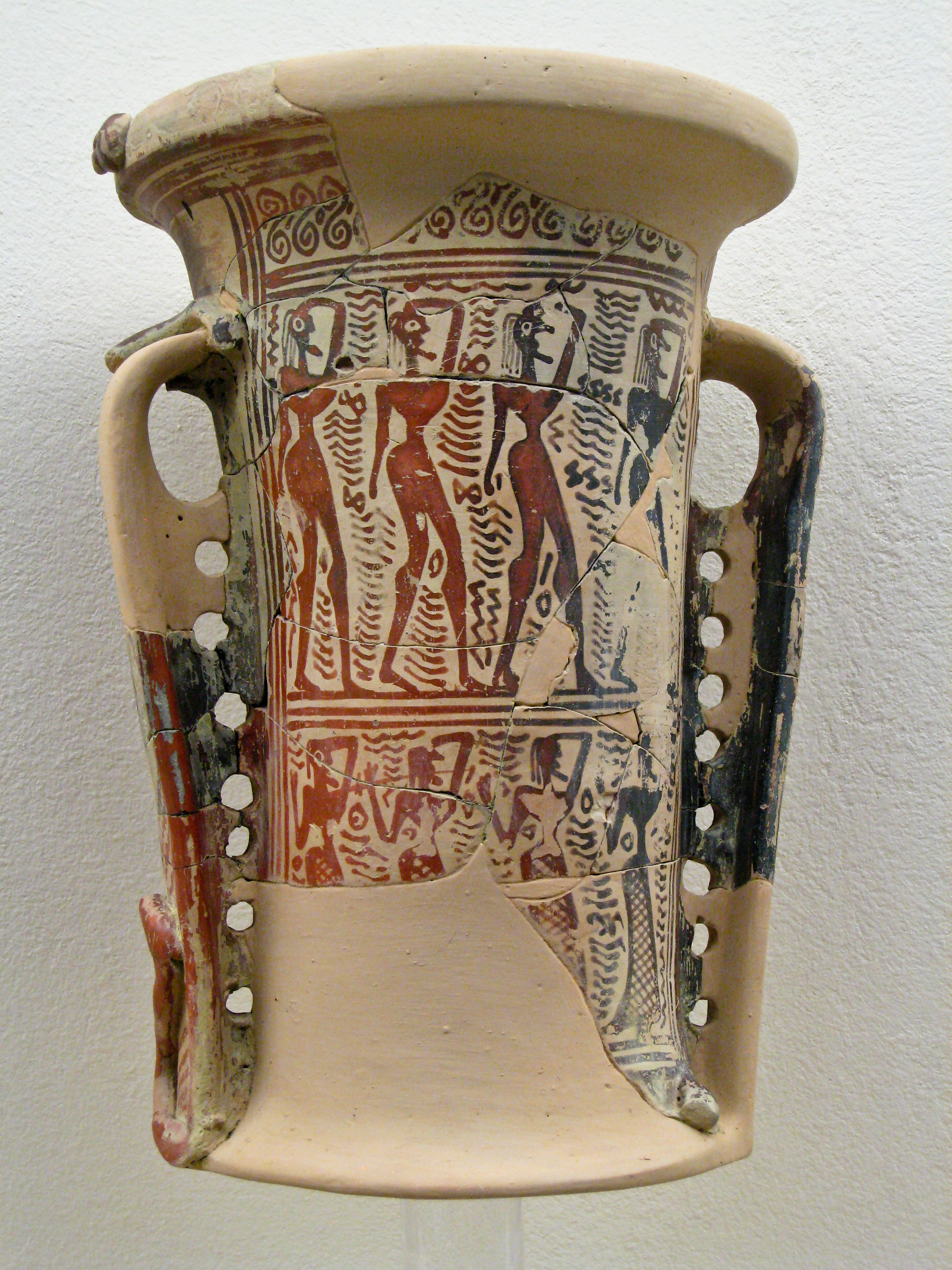
Шийка лутрофора, 750–700 до н. е., музей Керамікос
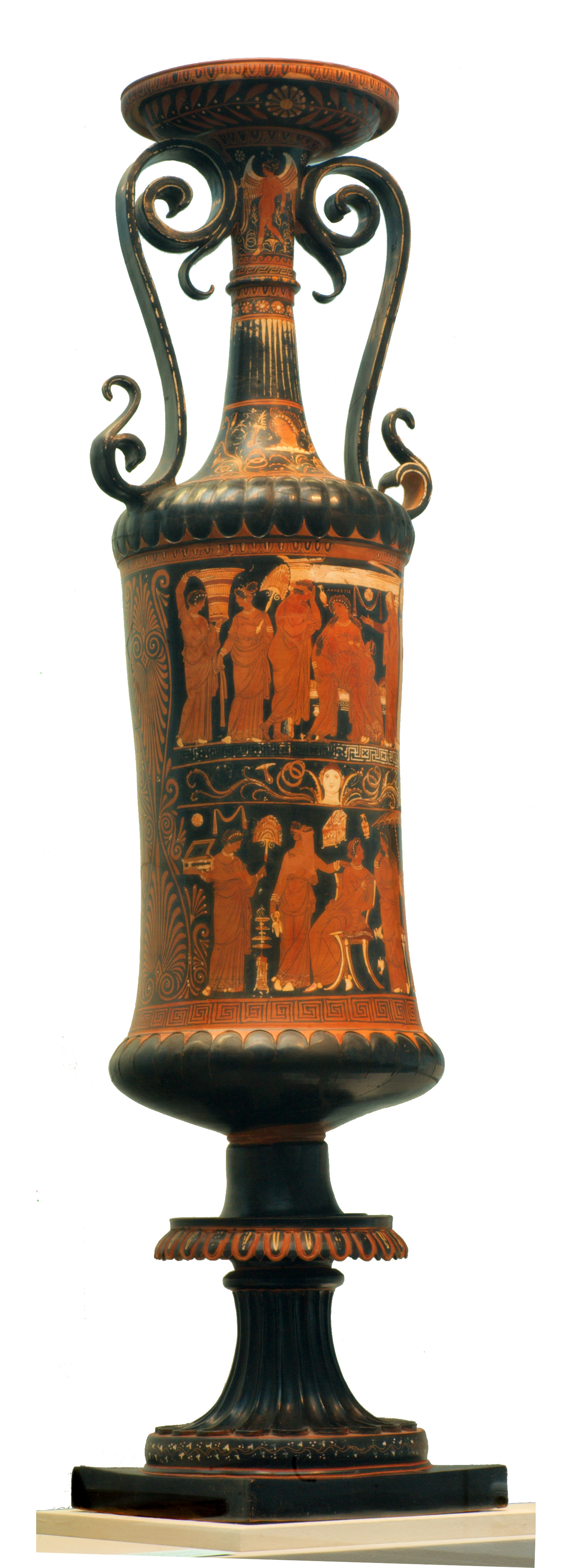
Лутрофор: Алкеста прощається із чоловіком Адметом та дітьми